# Leonid Khachiyan
Leonid Genrikhovich Khachiyan (em armênio/arménio:  Լեոնիդ Գենրիխովիչ Խաչիյան; em russo:  Леонид Генрихович Хачиян; São Petersburgo, 3 de maio de 1952 — 29 de abril de 2005) foi um matemático soviético de ascendência armeniana.
Foi palestrante convidado do Congresso Internacional de Matemáticos em Varsóvia (1983: Convexity and complexity in polynomial programming).